# Англо-індійці
Англо-індійці (англ. Anglo-Indians) — етнокультурна група змішаного походження, що утворилася в Південній Азії в результаті змішення британських переселенців з місцевим індійським населенням, переважно британців по чоловічій лінії та індійок по жіночій.